# حاسوب وحيد اللوحة

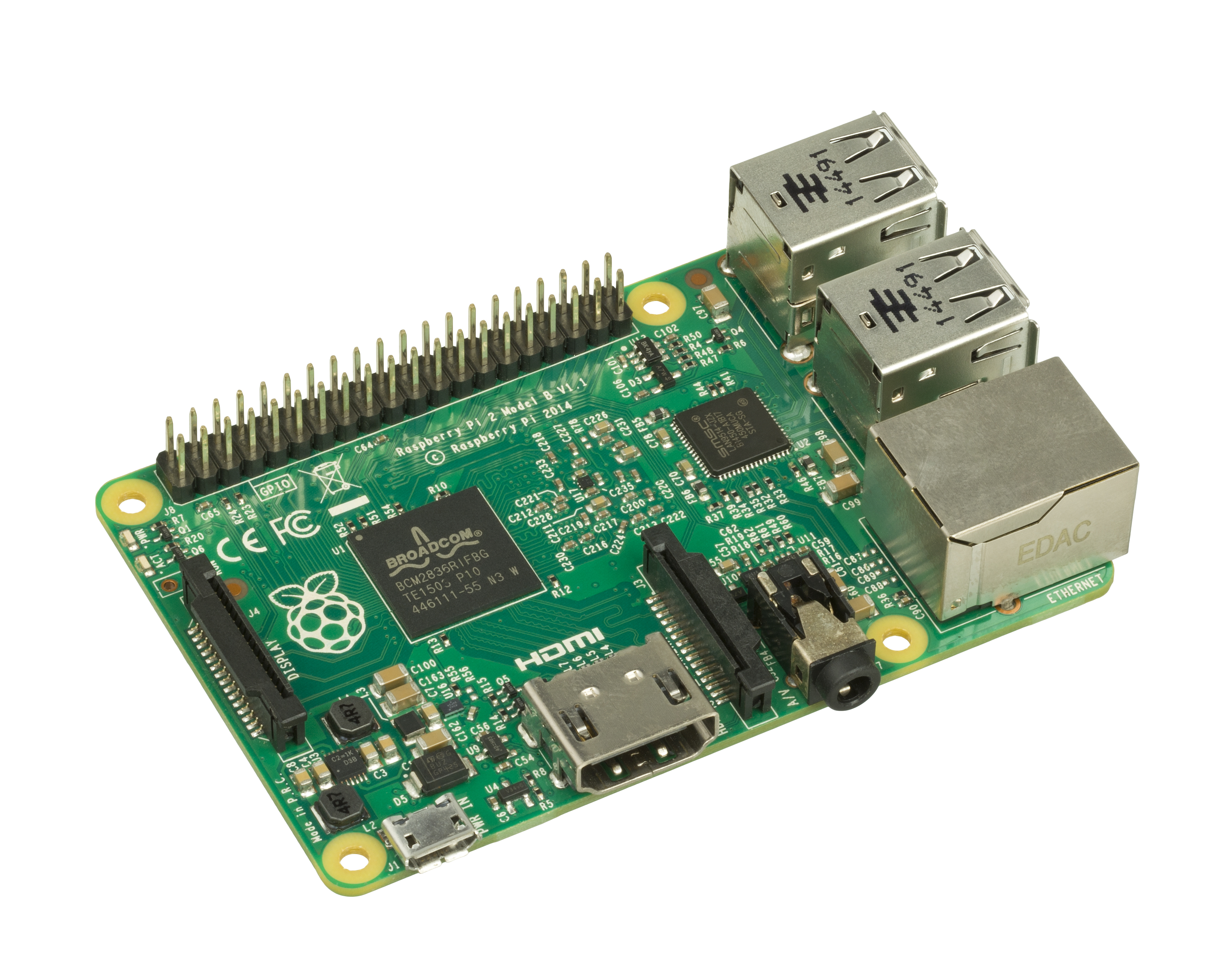
رسبري باي هو حاسوب أحادي اللوحة منخفض التكلفة يستخدم لتدريس علوم الكمبيوتر.

يعد الحاسوب أحادي اللوحة ( SBC ) حاسوبًا كاملاً مبنيًا على لوحة دوائر كهربية واحدة، مع معالج دقيق، وذاكرة عشوائية، ووحدات إدخال / إخراج (I / O) وميزات أخرى متطلبة في أي حاسوب وظيفي.
يتم تصنيع الحواسيب أحادية اللوحة كنظم إيضاحية أو تطويرية أو للأنظمة التعليمية أو لاستخدامها كأنظمة مضمنة.
العديد من أنواع أجهزة الحواسيب المنزلية أو أجهزة الحواسيب المحمولة تدمج جميع وظائفها في لوحة دوائر كهربية منفردة.
وعلى عكس الحاسوب الشخصي المكتبي، لا تحتوي غالبًا أجهزة الحاسوب أحادية اللوحة على فتحات توسيع للوظائف الطرفية أو التوسعة. كما يتم تصميم أجهزة الحاسوب منفردة اللوحة باستخدام مجموعة كبيرة من المعالجات الدقيقة. وغالبًا ما تستخدم التصميمات البسيطة، مثل تلك التي صممها هواة الكمبيوتر، ذات ذاكرة ثابتة ومعالجات منخفضة التكلفة من 8 أو 16 بت.